# Pseudocopaeodes
Pseudocopaeodes là một chi bướm ngày thuộc họ Bướm nâu.